# Nội các Ishiba lần 1
Nội các Ishiba lần 1 được thành lập ngày 1 tháng 10 năm 2024 của Thủ tướng Ishiba Shigeru. Nội các là một liên minh giữa Đảng Dân chủ Tự do và Đảng Công minh từ sau tổng tuyển cử năm 2021. Đây là nội các có thời gian phục vụ ngắn thứ 2 trong lịch sử Nhật Bản chỉ sau Nội các Kishida lần 1 hồi năm 2021. 

## Tổng quan
Ishiba được bầu làm chủ tịch Đảng Dân chủ Tự do lần thứ 28 trong cuộc bầu cử chủ tịch của Đảng Dân chủ Tự do tổ chức vào ngày 27 tháng 9 năm 2024. Để đáp lại điều này, nội các cải tổ lần thứ hai của Kishida lần thứ hai đã từ chức hàng loạt, và sau khi được đề cử làm Thủ tướng trong cuộc bầu cử đề cử Thủ tướng được tổ chức vào ngày 1 tháng 10 cùng năm, nội các mới đã chính thức ra mắt Thiên hoàng sau buổi lễ bổ nhiệm và chứng nhận của các bộ trưởng.

## Nhân sự Nội các
Đảng phải:
     Đảng Dân chủ Tự do (không phái）
     Đảng Dân chủ Tự do (phái Asō）
     Đảng Dân chủ Tự do (phái Motegi）
     Đảng Công minh
     Bộ trung ương・không đảng

### Bộ trưởng Nhà nước
Bổ nhiệm ngày 1 tháng 10 năm 2024.
| Chức danh | Cá nhân            | Cá nhân | Xuất thân (đảng phải)                                       | Vấn đề đặc biệt | Ghi chú                                            |
| --- | ------------------ | ------- | ----------------------------------------------------------- | --- | -------------------------------------------------- |
| Thủ tướng | Ishiba Shigeru     |         | Thành viên Chúng Nghị viện Đảng Dân chủ Tự do (không phái)  | | Chủ tịch Đảng Dân chủ Tự do                        |
| Bô trưởng Nội vụ và Truyền thông | Murakami Seiichirō |         | Thành viên Chúng Nghị viện Đảng Dân chủ Tự do (không phái)  | Phó Thủ tướng Lâm thời Vị trí thứ 3 trong thứ tự bổ nhiệm Thủ tướng |                                                    |
| Bộ trưởng Tư pháp | Makihara Hideki    |         | Thành viên Chúng Nghị viện Đảng Dân chủ Tự do (không phái)  | | Lần đầu làm Bộ trưởng                              |
| Bộ trưởng Ngoại giao | Iwaya Takeshi      |         | Thành viên Chúng Nghị viện Đảng Dân chủ Tự do (không phái)  | Phó Thủ tướng Lâm thời Vị trí thứ 5 trong thứ tự bổ nhiệm Thủ tướng |                                                    |
| Bộ trưởng Tài chính Bộ trưởng Nội các Đặc trách (Tài khoán) | Katō Katsunobu     |         | Thành viên Chúng Nghị viện Đảng Dân chủ Tự do (phái Motegi) | Chịu trách nhiệm khắc phục tình trạng giảm phát Phó Thủ tướng Lâm thời Vị trí thứ 4 trong thứ tự bổ nhiệm Thủ tướng | Thay đổi chức vụ                                   |
| Bộ trưởng Giáo dục, Văn hóa, Thể thao, Khoa học và Công nghệ | Abe Toshiko        |         | Thành viên Chúng Nghị viện Đảng Dân chủ Tự do (không phái)  | | Lần đầu làm Bộ trưởng                              |
| Bộ trưởng Y tế, Lao động và Phúc lợi | Fukuoka Takamaro   |         | Thành viên Tham Nghị viện Đảng Dân chủ Tự do (không phái)   | | Lần đầu làm Bộ trưởng                              |
| Bộ trưởng Nông nghiệp, Lâm nghiệp và Thủy sản | Ozato Yasuhiro     | ̉̉60px    | Thành viên Chúng Nghị viện Đảng Dân chủ Tự do (không phái)  | | Lần đầu làm Bộ trưởng                              |
| Bộ trưởng Kinh tế, Thương mại và Công nghệp Bộ trưởng Nội các Đặc trách (Phụ trách ứng phó với tác động kinh tế do tai nạn hạt nhân gây ra; về hỗ trợ bồi thường và giảm hoạt động Hạt nhân) | Mutō Yōji          |         | Thành viên Chúng Nghị viện Đảng Dân chủ Tự do (phái Asō)    | Chịu trách nhiệm về thiệt hại kinh tế hạt nhân Phụ trách xúc tiến thực thi GX Phụ trách năng lực cạnh tranh công nghiệp | Lần đầu làm Bộ trưởng                              |
| Bộ trưởng Đất đai, Cơ sở hạ tầng, Giao thông và Du lịch | Saitō Tetsuo       |         | Thành viên Chúng Nghị viện Đảng Công minh                   | Phụ trách chính sách chu trình nước Triển lãm làm vườn quốc tế | Phó Chủ tịch Đảng Công minh Tiếp tục làm Bộ trưởng |
| Bộ trưởng Môi trường Bộ trưởng Nội các Đặc trách (Phòng chống tai nạn hạt nhân) | Asao Keiichirō     |         | Thành viên Tham Nghị viện Đảng Dân chủ Tự do (phái Asō)     | | Lần đầu làm Bộ trưởng                              |
| Bộ trưởng Quốc phòng | Nakatani Gen       |         | Thành viên Chúng Nghị viện Đảng Dân chủ Tự do (không phái)  | Phó Thủ tướng Lâm thời Vị trí thứ 2 trong thứ tự bổ nhiệm Thủ tướng | Trở lại làm Bộ trưởng                              |
| Chánh Văn phòng Nội các | Hayashi Yoshimasa  |         | Thành viên Chúng Nghị viện Đảng Dân chủ Tự do (không phái)  | Bộ trưởng phụ trách giảm thiểu tác động của Quân đội Hoa Kỳ tại Okinawa Bộ trưởng phụ trách vấn đề bắt cóc Phó Thủ tướng Lâm thời Vị trí thứ 1 trong thứ tự bổ nhiệm Thủ tướng                                                                                       | Tiếp tục làm Bộ trưởng                             |
| Bộ trưởng Kĩ thuật số (Digital) Bộ trưởng Nội các Đặc trách (Cải cách hành chính) | Taira Masaaki      |         | Thành viên Chúng Nghị viện Đảng Dân chủ Tự do (không phái)  | Cán bộ cải cách hành chính Phụ trách hệ thống công vụ quốc gia Phụ trách an ninh mạng | Lần đầu làm Bộ trưởng                              |
| Bộ trưởng Tái thiết | Itō Tadahiko       |         | Thành viên Chúng Nghị viện Đảng Dân chủ Tự do (không phái)  | Phụ trách phục hồi sau vụ tai nạn hạt nhân tại Fukushima | Lần đầu làm Bộ trưởng                              |
| Chủ tịch Ủy ban Công an Quốc gia Bộ trưởng Nội các Đặc trách (Phòng chống thiên tai) (Chính sách Đại dương)                                                                                  | Sakai Manabu       |         | Thành viên Tham Nghị viện Đảng Dân chủ Tự do (không phái)   | Chịu trách nhiệm về khả năng phục hồi quốc gia Phụ trách vấn đề lãnh thổ |                                                    |
| Bộ trưởng Nội các Đặc trách (Chính sách trẻ em) (Các biện pháp đối phó với tỷ lệ sinh giảm) (Giới trẻ năng động) (Bình đẳng giới)                                                            | Mihara Junko       |         | Thành viên Tham Nghị viện Đảng Dân chủ Tự do (không phái)   | Phụ trách vì sự tiến bộ của phụ nữ Phụ trách xã hội cộng sinh | Lần đầu làm Bộ trưởng                              |
| Bộ trưởng Nội các Đặc trách (Chính sách Kinh tế và Tài khóa) | Akazawa Ryōsei     |         | Thành viên Chúng Nghị viện Đảng Dân chủ Tự do (không phái)  | Phụ trách khôi phục kinh tế sĩ quan chủ nghĩa tư bản mới Phụ trách cải thiện tiền lương Phụ trách vấn đề khởi nghiệp Phụ trách cải cách an sinh xã hội cho mọi thế hệ Quản lý khủng hoảng bệnh truyền nhiễm Chủ trì chuẩn bị thành lập Cơ quan phòng chống thiên tai | Lần đầu làm Bộ trưởng                              |
| Bộ trưởng Nội các Đặc trách (Chiến lược "Cool Japan") (Chiến lược sở hữu trí tuệ) (Chính sách khoa học và công nghệ) (Chính sách không gian) (An ninh kinh tế)                               | Kiuchi Minoru      |         | Thành viên Chúng Nghị viện Đảng Dân chủ Tự do (không phái)  | Phụ trách an ninh kinh tế | Lần đầu làm Bộ trưởng                              |
| Bộ trưởng Nội các Đặc trách (Okinawa và các biện pháp đối phó phía Bắc) (Vấn đề Người tiêu dùng và An toàn Thực phẩm) (Tái sinh khu vực) (Các biện pháp Ainu)                                | Itō Yoshitaka      |         | Thành viên Tham Nghị viện Đảng Dân chủ Tự do (không phái)   | Chịu trách nhiệm tạo ra môi trường sống và kinh tế địa phương mới Phụ trách triển lãm quốc tế | Lần đầu làm Bộ trưởng                              |

### Phó Chánh Văn phòng Nội các・Tổng giám đốc Văn phòng Pháp chế Nội các
Bổ nhiệm ngày 1 tháng 10 năm 2024.
| Chức danh                                | Cá nhân             | Cá nhân | Xuất thân (đảng phái)                                            | Ghi chú |
| ---------------------------------------- | ------------------- | ------- | ---------------------------------------------------------------- | ------- |
| Phó Chánh Văn phòng Nội các              | Tachibana Keiichirō |         | Chúng Nghị viện/Đảng Dân chủ Tự do (không phái)                  |         |
| Phó Chánh Văn phòng Nội các              | Aoki Kazuhiko       |         | Tham Nghị viện/Đảng Dân chủ Tự do (không phái)                   |         |
| Phó Chánh Văn phòng Nội các              | Satō Fumitoshi      |         | Nhân viên hành chính/Nguyên Thứ trưởng Bộ Nội vụ và Truyền thông |         |
| Tổng giám đốc Văn phòng Pháp chế Nội các | Iwao Nobuyuki       |         | Cựu Tổng thư ký Nội các về Pháp luật/Văn phòng công tố viên      |         |

### Cố vấn đặc biệt của Thủ tướng
Bổ nhiệm ngày 1 tháng 10 năm 2024.
| Chức danh | Cố vấn            | Cố vấn | Xuât thân (đảng phái)                                             | Ghi chú                                           |
| --- | ----------------- | ------ | ----------------------------------------------------------------- | ------------------------------------------------- |
| Cố vấn đặc biệt của Thủ tướng (Phụ trách các chính sách an ninh quốc gia quan trọng và các vấn đề giải trừ vũ khí hạt nhân và không phổ biến vũ khí hạt nhân)                                        | Nagashima Akihisa |        | Chúng Nghị viện/Đảng Dân chủ Tự do (phái Kishida)                 |                                                   |
| Cố vấn đặc biệt của Thủ tướng (Phát triển cơ sở hạ tầng xã hội như khả năng phục hồi và tái thiết quốc gia) Đồng thời phụ trách chính sách khoa học, công nghệ, đổi mới và các vấn đề đặc biệt khác. | Mori Masafumi     |        | Không đảng                                                        | Tái bổ nhiệm Bổ nhiệm vào ngày 1 tháng 1 năm 2022 |
| Cố vấn đặc biệt của Thủ tướng (Phụ trách tiền lương và việc làm) | Yata Wakako       |        | Không đảng (nguyên Nghị sĩ Tham Nghị viện, Đảng Dân chủ Quốc dân) | Tái bổ nhiệm Bổ nhiệm ngày 15 tháng 9 năm 2023    |

### Thứ trưởng
Bổ nhiệm ngày 3 tháng 10 năm 2024.
| Chức danh                                                     | Cá nhân            | Xuất thân (đảng phái)              | Ghi chú                                                                                   |
| ------------------------------------------------------------- | ------------------ | ---------------------------------- | ----------------------------------------------------------------------------------------- |
| Thứ trưởng Digital                                            | Ishikawa Akimasa   | Chúng Nghị viện/Đảng Dân chủ Tự do | Kiêm nhiệm Thứ trưởng Văn phòng Nội các                                                   |
| Thứ trưởng Tái thiết                                          | Takagi Hiroshi     | Chúng Nghị viện/Đảng Dân chủ Tự do |                                                                                           |
| Thứ trưởng Tái thiết                                          | Koshimizu Keiichi  | Tham Nghị viện/Đảng Công minh      |                                                                                           |
| Thứ trưởng Tái thiết                                          | Dōko Shigeru       | Tham Nghị viện/Đảng Dân chủ Tự do  | Kiêm nhiệm Thứ trưởng Bộ Đất đai, Cơ sở hạ tầng, Giao thông và Du lịch, Văn phòng Nội các |
| Thứ trưởng Văn phòng Nội các                                  | Ishikawa Akimasa   | Chúng Nghị viện/Đảng Dân chủ Tự do | Kiêm nhiệm Thứ trưởng Digital                                                             |
| Thứ trưởng Văn phòng Nội các                                  | Ibayashi Tatsunori | Chúng Nghị viện/Đảng Dân chủ Tự do |                                                                                           |
| Thứ trưởng Văn phòng Nội các                                  | Kudō Shōzō         | Chúng Nghị viện/Đảng Dân chủ Tự do |                                                                                           |
| Thứ trưởng Văn phòng Nội các                                  | Koga Atsushi       | Chúng Nghị viện/Đảng Dân chủ Tự do |                                                                                           |
| Thứ trưởng Văn phòng Nội các                                  | Iwata Kazuchika    | Chúng Nghị viện/Đảng Dân chủ Tự do | Kiêm nhiệm Thứ trưởng Kinh tế, Thương mại và Công nghiệp                                  |
| Thứ trưởng Văn phòng Nội các                                  | Kōzuki Ryōsuke     | Tham Nghị viện/Đảng Dân chủ Tự do  |                                                                                           |
| Thứ trưởng Văn phòng Nội các                                  | Dōko Shigeru       | Tham Nghị viện/Đảng Dân chủ Tự do  | Kiêm nhiệm Thứ trưởng Bộ Đất đai, Hạ tầng, Giao thông, Du lịch và Tái thiết               |
| Thứ trưởng Văn phòng Nội các                                  | Takizawa Motomu    | Chúng Nghị viện/Đảng Dân chủ Tự do | Kiêm nhiệm Thứ trưởng Môi trường                                                          |
| Thứ trưởng Văn phòng Nội các                                  | Oniki Makoto       | Chúng Nghị viện/Đảng Dân chủ Tự do | Kiêm nhiệm Thứ trưởng Quốc phòng                                                          |
| Thứ trưởng Nội vụ và Truyền thông                             | Watanabe Kōichi    | Chúng Nghị viện/Đảng Dân chủ Tự do |                                                                                           |
| Thứ trưởng Nội vụ và Truyền thông                             | Baba Narushi       | Tham Nghị viện/Đảng Dân chủ Tự do  |                                                                                           |
| Thứ trưởng Tư pháp                                            | Kakizawa Miyuki    | Chúng Nghị viện/Đảng Dân chủ Tự do |                                                                                           |
| Thứ trưởng Ngoại giao                                         | Tsuji Kiyoto       | Chúng Nghị viện/Đảng Dân chủ Tự do |                                                                                           |
| Thứ trưởng Ngoại giao                                         | Tsuge Yoshifumi    | Tham Nghị viện/Đảng Dân chủ Tự do  |                                                                                           |
| Thứ trưởng Tài chính                                          | Yokoyama Shinichi  | Chúng Nghị viện/Đảng Công minh     |                                                                                           |
| Thứ trưởng Tài chính                                          | Saitō Hiroaki      | Tham Nghị viện/Đảng Dân chủ Tự do  |                                                                                           |
| Thứ trưởng Giáo dục, Văn hóa, Thể thao, Khoa học và Công nghệ | Takebe Arata       | Chúng Nghị viện/Đảng Dân chủ Tự do |                                                                                           |
| Thứ trưởng Giáo dục, Văn hóa, Thể thao, Khoa học và Công nghệ | Imaeda Sōichirō    | Chúng Nghị viện/Đảng Dân chủ Tự do |                                                                                           |
| Thứ trưởng Y tế, Lao động và Phúc lợi                         | Wanibuchi Yoko     | Chúng Nghị viện/Đảng Công minh     |                                                                                           |
| Thứ trưởng Y tế, Lao động và Phúc lợi                         | Miyazaki Masahisa  | Chúng Nghị viện/Đảng Dân chủ Tự do |                                                                                           |
| Thứ trưởng Nông nghiệp, Lâm nghiệp và Thủy sản                | Suzuki Norikazu    | Chúng Nghị viện/Đảng Dân chủ Tự do |                                                                                           |
| Thứ trưởng Nông nghiệp, Lâm nghiệp và Thủy sản                | Takemura Nobuhide  | Chúng Nghị viện/Đảng Dân chủ Tự do |                                                                                           |
| Thứ trưởng Kinh tế, Thương mại và Công nghiệp                 | Iwata Kazuchika    | Chúng Nghị viện/Đảng Dân chủ Tự do | Kiêm nhiệm Thứ trưởng Văn phòng Nội các                                                   |
| Thứ trưởng Kinh tế, Thương mại và Công nghiệp                 | Kōzuki Ryōsuke     | Tham Nghị viện/Đảng Dân chủ Tự do  | Kiêm nhiệm Thứ trưởng Văn phòng Nội các                                                   |
| Thứ trưởng Đất đai, Cơ sở hạ tầng, Giao thông và Du lịch      | Kokuba Kōnosuke    | Chúng Nghị viện/Đảng Dân chủ Tự do |                                                                                           |
| Thứ trưởng Đất đai, Cơ sở hạ tầng, Giao thông và Du lịch      | Dōko Shigeru       | Tham Nghị viện/Đảng Dân chủ Tự do  | Kiêm nhiệm Thứ trưởng Bộ Tái thiết, Văn phòng Nội các                                     |
| Thứ trưởng Môi trường                                         | Yagi Tetsuya       | Chúng Nghị viện/Đảng Dân chủ Tự do |                                                                                           |
| Thứ trưởng Môi trường                                         | Takisawa Motome    | Chúng Nghị viện/Đảng Dân chủ Tự do | Kiêm nhiệm Thứ trưởng Văn phòng Nội các                                                   |
| Thứ trưởng Quốc phòng                                         | Oniki Makoto       | Chúng Nghị viện/Đảng Dân chủ Tự do | Kiêm nhiệm Thứ trưởng Văn phòng Nội các                                                   |

### Thư ký Nghị viện Bộ trưởng
Bổ nhiệm ngày 3 tháng 10 năm 2024.
| Chức danh                                                                     | Thư ký            | Xuất thân (đảng phái)              | Ghi chú |
| ----------------------------------------------------------------------------- | ----------------- | ---------------------------------- | --- |
| Thư ký Nghị viện Bộ trưởng Digital                                            | Tsuchida Shin     | Chúng Nghị viện/Đảng Dân chủ Tự do | Kiêm nhiệm Thư ký Nghị viện Bộ trưởng Văn phòng Nội các                                                                           |
| Thư ký Nghị viện Bộ trưởng Tái thiết                                          | Hiranuma Shōjirō  | Chúng Nghị viện/Đảng Dân chủ Tự do | Kiêm nhiệm Thư ký Nghị viện Bộ trưởng Văn phòng Nội các                                                                           |
| Thư ký Nghị viện Bộ trưởng Tái thiết                                          | Honda Akiko       | Tham Nghị viện/Đảng Dân chủ Tự do  | Kiêm nhiệm Thư ký Nghị viện Bộ trưởng Giáo dục, Văn hóa, Thể thao, Khoa học và Công nghệ                                          |
| Thư ký Nghị viện Bộ trưởng Tái thiết                                          | Takeuchi Shinji   | Chúng Nghị viện/Đảng Dân chủ Tự do | Kiêm nhiệm Thư ký Nghị viện Bộ trưởng Kinh tế, Thương mại và Công nghiệp, Thư ký Nghị viện Bộ trưởng Văn phòng Nội các            |
| Thư ký Nghị viện Bộ trưởng Tái thiết                                          | Ozaki Masanao     | Tham Nghị viện/Đảng Công minh      | Kiêm nhiệm Thư ký Nghị viện Bộ trưởng Đất đai, Cơ sở hạ tầng, Giao thông và Du lịch, Thư ký Nghị viện Bộ trưởng Văn phòng Nội các |
| Thư ký Nghị viện Bộ trưởng Văn phòng Nội các                                  | Tsuchida Shin     | Chúng Nghị viện/Đảng Dân chủ Tự do | Kiêm nhiệm Thư ký Nghị viện Bộ trưởng Digital                                                                                     |
| Thư ký Nghị viện Bộ trưởng Văn phòng Nội các                                  | Kanda Jun'ichi    | Chúng Nghị viện/Đảng Dân chủ Tự do | |
| Thư ký Nghị viện Bộ trưởng Văn phòng Nội các                                  | Koga Yūichirō     | Tham Nghị viện/Đảng Dân chủ Tự do  | |
| Thư ký Nghị viện Bộ trưởng Văn phòng Nội các                                  | Hiranuma Shōjirō  | Chúng Nghị viện/Đảng Dân chủ Tự do | Kiêm nhiệm Thư ký Nghị viện Bộ trưởng Tái thiết                                                                                   |
| Thư ký Nghị viện Bộ trưởng Văn phòng Nội các                                  | Ishii Taku        | Chúng Nghị viện/Đảng Công minh     | Kiêm nhiệm Thư ký Nghị viện Bộ trưởng Kinh tế, Thương mại và Công nghiệp                                                          |
| Thư ký Nghị viện Bộ trưởng Văn phòng Nội các                                  | Takeuchi Shinji   | Tham Nghị viện/Đảng Công minh      | Kiêm nhiệm Thư ký Nghị viện Bộ trưởng Kinh tế, Thương mại và Công nghiệp, Kiêm nhiệm Thư ký Nghị viện Bộ trưởng Tái thiết         |
| Thư ký Nghị viện Bộ trưởng Văn phòng Nội các                                  | Ozaki Masanao     | Chúng Nghị viện/Đảng Dân chủ Tự do | Kiêm nhiệm Thư ký Nghị viện Bộ trưởng Đất đai, Cơ sở hạ tầng, Giao thông và Du lịch, Thư ký Nghị viện Bộ trưởng Tái thiết         |
| Thư ký Nghị viện Bộ trưởng Văn phòng Nội các                                  | Kunisada Isato    | Chúng Nghị viện/Đảng Dân chủ Tự do | Kiêm nhiệm Thư ký Nghị viện Bộ trưởng Môi trường                                                                                  |
| Thư ký Nghị viện Bộ trưởng Văn phòng Nội các                                  | Miyake Shingo     | Chúng Nghị viện/Đảng Dân chủ Tự do | Kiêm nhiệm Thư ký Nghị viện Bộ trưởng Quốc phòng                                                                                  |
| Thư ký Nghị viện Bộ trưởng Nội vụ và Truyền thông                             | Nishida Shōji     | Chúng Nghị viện/Đảng Dân chủ Tự do | |
| Thư ký Nghị viện Bộ trưởng Nội vụ và Truyền thông                             | Hasegawa Junji    | Chúng Nghị viện/Đảng Dân chủ Tự do | |
| Thư ký Nghị viện Bộ trưởng Nội vụ và Truyền thông                             | Funabashi Toshimi | Tham Nghị viện/Đảng Dân chủ Tự do  | |
| Thư ký Nghị viện Bộ trưởng Tư pháp                                            | Nakano Hideyuki   | Chúng Nghị viện/Đảng Dân chủ Tự do | |
| Thư ký Nghị viện Bộ trưởng Ngoại giao                                         | Kōmura Masahiro   | Chúng Nghị viện/Đảng Dân chủ Tự do | |
| Thư ký Nghị viện Bộ trưởng Ngoại giao                                         | Fukazawa Yōichi   | Chúng Nghị viện/Đảng Dân chủ Tự do | |
| Thư ký Nghị viện Bộ trưởng Ngoại giao                                         | Hosaka Yasushi    | Chúng Nghị viện/Đảng Dân chủ Tự do | |
| Thư ký Nghị viện Bộ trưởng Tài chính                                          | Seto Ryūichi      | Chúng Nghị viện/Đảng Dân chủ Tự do | |
| Thư ký Nghị viện Bộ trưởng Tài chính                                          | Shindō Kanehiko   | Tham Nghị viện/Đảng Dân chủ Tự do  | |
| Thư ký Nghị viện Bộ trưởng Giáo dục, Văn hóa, Thể thao, Khoa học và Công nghệ | Kinjō Yasukuni    | Tham Nghị viện/Đảng Công minh      | |
| Thư ký Nghị viện Bộ trưởng Giáo dục, Văn hóa, Thể thao, Khoa học và Công nghệ | Honda Akiko       | Tham Nghị viện/Đảng Dân chủ Tự do  | Kiêm nhiệm Thư ký Nghị viện Bộ trưởng Tái thiết                                                                                   |
| Thư ký Nghị viện Bộ trưởng Y tế, Lao động và Phúc lợi                         | Shiozaki Akihisa  | Chúng Nghị viện/Đảng Dân chủ Tự do | |
| Thư ký Nghị viện Bộ trưởng Y tế, Lao động và Phúc lợi                         | Miura Yasushi     | Tham Nghị viện/Đảng Dân chủ Tự do  | |
| Thư ký Nghị viện Bộ trưởng Nông nghiệp, Lâm nghiệp và Thủy sản                | Shōji Kenichi     | Chúng Nghị viện/Đảng Công minh     | |
| Thư ký Nghị viện Bộ trưởng Nông nghiệp, Lâm nghiệp và Thủy sản                | Maitachi Shōji    | Tham Nghị viện/Đảng Dân chủ Tự do  | |
| Thư ký Nghị viện Bộ trưởng Kinh tế, Thương mại và Công nghiệp                 | Takeuchi Shinji   | Chúng Nghị viện/Đảng Công minh     | Kiêm nhiệm Thư ký Nghị viện Bộ trưởng Văn phòng Nội các                                                                           |
| Thư ký Nghị viện Bộ trưởng Kinh tế, Thương mại và Công nghiệp                 | Ishii Taku        | Chúng Nghị viện/Đảng Dân chủ Tự do | Kiêm nhiệm Thư ký Nghị viện Bộ trưởng Tái thiết, Văn phòng Nội các                                                                |
| Thư ký Nghị viện Bộ trưởng Đất đai, Cơ sở hạ tầng, Giao thông và Du lịch      | Ishibashi Rintarō | Chúng Nghị viện/Đảng Dân chủ Tự do | |
| Thư ký Nghị viện Bộ trưởng Đất đai, Cơ sở hạ tầng, Giao thông và Du lịch      | Koyari Takashi    | Tham Nghị viện/Đảng Dân chủ Tự do  | |
| Thư ký Nghị viện Bộ trưởng Đất đai, Cơ sở hạ tầng, Giao thông và Du lịch      | Ozaki Masanao     | Chúng Nghị viện/Đảng Dân chủ Tự do | Kiêm nhiệm Thư ký Nghị viện Bộ trưởng Tái thiết, Văn phòng Nội các                                                                |
| Thư ký Nghị viện Bộ trưởng Môi trường                                         | Asahi Kentarō     | Chúng Nghị viện/Đảng Dân chủ Tự do | |
| Thư ký Nghị viện Bộ trưởng Môi trường                                         | Kunisada Isato    | Chúng Nghị viện/Đảng Dân chủ Tự do | Kiêm nhiệm Thư ký Nghị viện Bộ trưởng Văn phòng Nội các                                                                           |
| Thư ký Nghị viện Bộ trưởng Quốc phòng                                         | Matsumoto Takashi | Chúng Nghị viện/Đảng Dân chủ Tự do | |
| Thư ký Nghị viện Bộ trưởng Quốc phòng                                         | Miyake Shingo     | Chúng Nghị viện/Đảng Dân chủ Tự do | Kiêm nhiệm Thư ký Nghị viện Bộ trưởng Văn phòng Nội các                                                                           |

## Thống kê phe phái
| Phe cánh    | Số người | Bộ trưởng | Thứ trưởng | Thư ký Nghị viện | Phụ tá | Ghi chú |
| ----------- | -------- | --------- | ---------- | ---------------- | ------ | --- |
| Không phái  | 272      | 16        | /          | /                | 1      | Chủ tịch Đảng Dân chủ Tự do, Phó Chủ tịch Đảng Dân chủ Tự do, Tổng thư ký Đảng Dân chủ Tự do, Tổng Hội đồng Đảng Dân chủ Tự do, Chủ tịch Ủy ban nghiên cứu chính sách của Đảng Dân chủ Tự do, Chủ tịch Ủy ban bầu cử Đảng Dân chủ Tự do, Quyền Tổng thư ký, Chủ tịch Ủy ban Quốc hội của Đảng Dân chủ Tự dL,ãnh đạo tại Tham Nghị viviện |
| Phái Asō    | 54       | 2         | /          | /                | 0      | Cố vấn tối cao |
| Phái Motegi | 47       | 1         | /          | /                | 0      | Nghị trưởng Chúng Nghị viện, Nghị trưởng Tham Nghị viên |
| Công minh   | 59       | 1         | 3          | 3                | 0      | |
| Độc lập     | /        | /         | /          | /                | 2      | |
| Tổng        | 432      | 20        | /          | /                | 3      | / |

※Nghị trưởng Chúng Nghị viện Nukaga Fukushirō (phái Motegi) và Nghị trưởng Tham Nghị viện Otsuji Hidehisa (phái Motegi) đều được đưa vào thành viên của phái, theo thông lệ.
※Các phe phái độc lập bao gồm Mitazono Satoshi, một người độc lập thuộc Đảng Dân chủ Tự do/Hiệp hội Độc lập.